# Слепень бычий
Слепень бычий (лат. Tabanus bovinus) — вид двукрылых насекомых из семейства слепней.
Длина тела от 10 до 24 мм, тёмно-бурого цвета с грудью, покрытой желтоватыми волосками и черноватыми полосками. Сегменты брюшка сверху с белым треугольником посредине и окаймлены сзади красно-жёлтой полоской. Крылья слегка буроватые.
Вид распространён в Европе, Северной Азии и на северо-западе Африки. Предпочитает пастбища и опушки леса, встречаясь на высоте до 2000 метров над уровнем моря.
Самцы питаются нектаром цветов. Самки, перед тем, как отложить яйца, пьют кровь млекопитающих. Самка откладывает яйца на растениях, часто вблизи воды. Личинки живут во влажной почве и ведут хищный образ жизни.